# Укибасов, Нурахан
Нураха́н Укиба́сов (1882, Аулиеатинский уезд, Сырдарьинская область, Туркестанский край, Российская империя — неизвестно, Меркенский район, Джамбулская область, Казахская ССР) — старший табунщик колхоза имени Сталина Меркенского района Джамбулской области, Казахская ССР. Герой Социалистического Труда (1948).

## Биография
Родился в 1882 году в крестьянской семье в одном из сельских населённых пунктов Аулиеатинского уезда. С раннего возраста трудился в сельском хозяйстве, батрачил у местных баев. С 1929 года трудился табунщиком в сельскохозяйственной артели, которая позднее была преобразована в колхоз имени Сталина (позднее — колхоз «Казахстан») Меркенского района. Позднее был назначен старшим табунщиком.
Первоначально колхозный табун составлял около 20 лошадей. В течение нескольких последующих лет, исключив полностью падёж лошадей, довёл численность табуна до нескольких сотен голов. В 1947 годов вырастил при табунном содержании 57 жеребят от 57 кобыл. Указом Президиума Верховного Совета СССР от 23 июля 1948 года удостоен звания Героя Социалистического Труда за «получение высокой продуктивности животноводства в 1947 году» с вручением ордена Ленина и золотой медали «Серп и Молот» (№ 2486).
Трудился в колхозе до выхода на пенсию в 1955 году. Проживал на центральной усадьбе колхоза «Казахстан». Дата смерти не установлена.
Память
В селе Кенес Меркенского района находится улица Укибасова, которая предположительно названа его именем.